# Weatherly
Weatherly es un borough ubicado en el condado de Carbon en el estado estadounidense de Pensilvania. En el año 2000 tenía una población de 2,612 habitantes y una densidad poblacional de 335 personas por km².

## Geografía
Weatherly se encuentra ubicado en las coordenadas 40°56′25″N 75°49′36″O / 40.94028, -75.82667.

## Demografía
Según la Oficina del Censo en 2000 los ingresos medios por hogar en la localidad eran de $38,219 y los ingresos medios por familia eran $43,047. Los hombres tenían unos ingresos medios de $32,679 frente a los $21,607 para las mujeres. La renta per cápita para la localidad era de $16,192. Alrededor del 10.8% de la población estaba por debajo del umbral de pobreza.